# Megalosauridae

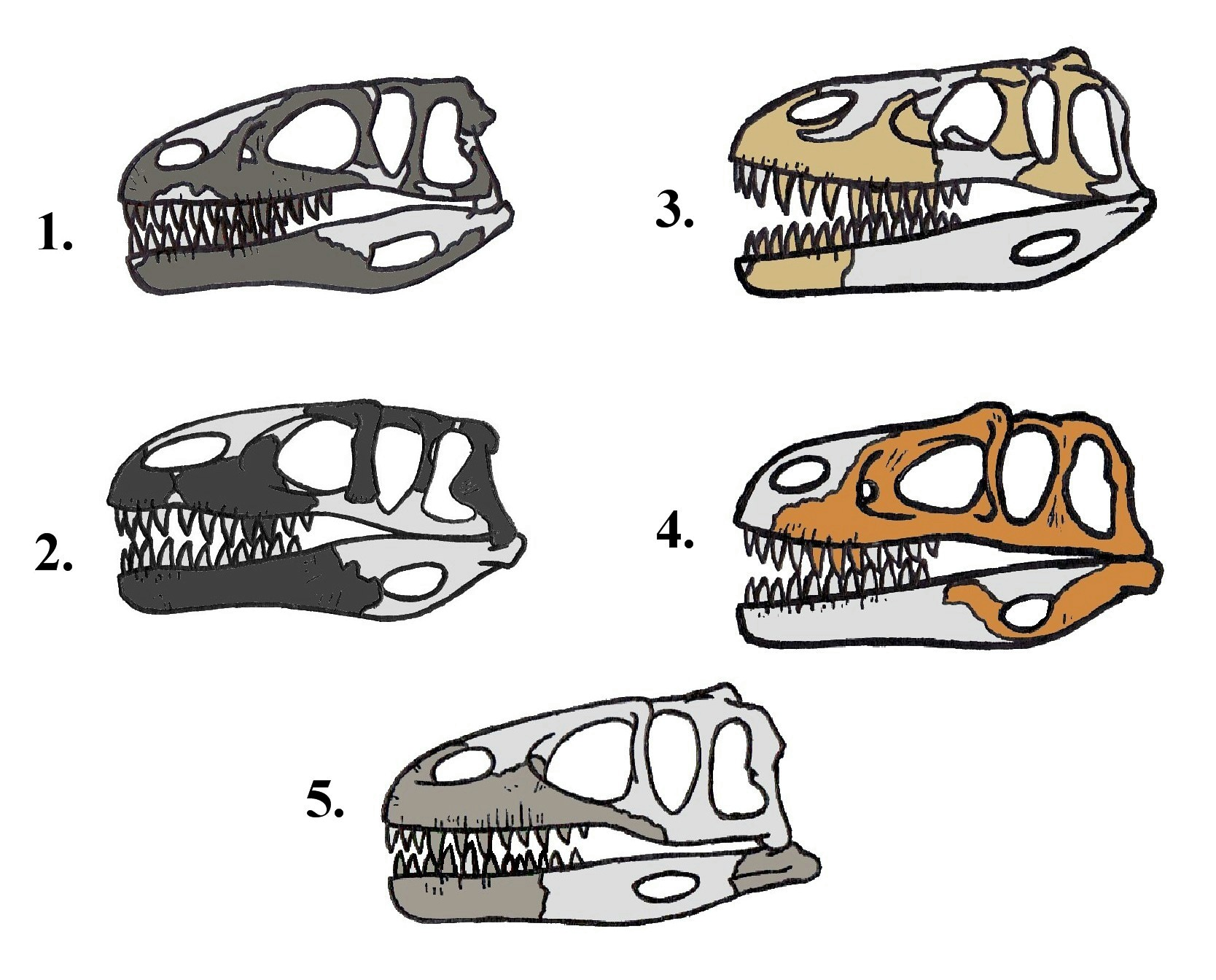
Megalosaurida koponyák. 1.Dubreuillosaurus, 2. Eustreptospondylus, 3. Torvosaurus, 4. Afrovenator, 5. Megalosaurus

A Megalosauridae az aránylag kezdetleges tetanurán theropoda dinoszauruszok egyik családja. A csoport tagjai különféle kisebb-nagyobb méretű húsevők, éles fogakkal és három karomban végződő mellső lábakkal. Ide tartozott például a Megalosaurus, az Eustreptospondylus és a Torvosaurus. A megalosauridák először a középső jura időszakban tűntek fel, a késő kréta idején pedig más theropodák léptek a helyükbe; a fosszíliáik Európa, Észak-Amerika, Dél-Amerika és Afrika területéről kerültek elő. A legtöbb kutató (Sereno 2005, Olshevsky 1995, Holtz 2004) szerint közeli rokonságban álltak a spinosauridákkal.

## Rendszertan
A Thomas Henry Huxley által 1869-ben létrehozott Megalosauridae családot a Megalosaurushoz hasonlóan hagyományosan szemétkosár-taxonként használták, ide sorolva az egymással rokonságban nem álló nemeket (például a Dryptosaurust, a Ceratosaurust és az Indosaurust). Mivel hagyományosan polifiletikus csoportként alkalmazzák, egyes tudósok, például Paul Sereno elvetik a használatát a (James A. Jensen által, 1985-ben létrehozott) Torvosauridae családdal szemben, annak ellenére, hogy az ICZN családszintű nevekre vonatkozó szabálya értelmében a Megalosauridae elsőbbséget élvez. Ehhez hasonlóan Sereno elveti a Megalosauroidea használatát is a Spinosauroidea öregcsaláddal szemben. A Megalosaurus 2008-as áttekintésében Benson és kollégái úgy találták, hogy a Megalosaurus és a többi theropoda között nem állapítható meg a kapcsolat, és hogy a bazális spinosauroideák a továbbiakban nem kapcsolhatók a Megalosauridae-hez.

### Taxonómia
- Megalosauridae család
  - Duriavenator
  - Eustreptospondylinae alcsalád
    - Afrovenator
    - Dubreuillosaurus
    - Eustreptospondylus
    - Magnosaurus
    - Piatnitzkysaurus
    - Streptospondylus

  - Megalosaurinae alcsalád
    - Megalosaurus

  - Torvosaurinae alcsalád
    - „Brontoraptor”
    - Edmarka
    - Torvosaurus

### Törzsfejlődés
A Megalosauridae klád első filogenetikus definícióját Ronan Allain alkotta meg 2002-ben. E definíció szerint megalosauridának tekinthető a Poekilopleuron valesdunensis (melyet később átsoroltak a Dubreuillosaurus nembe) a Torvosaurus és az Afrovenator, valamint a közös ősük valamennyi leszármazottja. 2004-ben, Holtz és kollégái új definíciót alkottak, ami szerint ide tartozik minden olyan theropoda, amely közelebbi rokonságban áll a Megalosaurusszal, mint a Spinosaurusszal, az Allosaurusszal és a (Passer domesticus által képviselt) modern madarakkal. 2005-ben, Sereno elvetette a Megalosauridae kládként való használatát a Megalosaurus töredékes leletanyagára hivatkozva, és inkább Holtz definíciója alapján a Torvosauridae családot használta helyette, lecserélve a Megalosaurust a Torvosaurusra.
Az alábbi kladogram Allain 2002-es elemzésén alapul.
| unnamed | \| \| Eustreptospondylus \| \| \| \| \| \| Dubreuillosaurus \| \| \| \| |
|         | \| \| Eustreptospondylus \| \| \| \| \| \| Dubreuillosaurus \| \| \| \| |
|         | Afrovenator                                                             |
|         |                                                                         |
|         | Eustreptospondylus                                                      |
|         |                                                                         |
|         | Dubreuillosaurus                                                        |
|         |                                                                         |

|  | Eustreptospondylus |
|  |                    |
|  | Dubreuillosaurus   |
|  |                    |

| unnamed | \| \| Eustreptospondylus \| \| \| \| \| \| Dubreuillosaurus \| \| \| \| |
|         | \| \| Eustreptospondylus \| \| \| \| \| \| Dubreuillosaurus \| \| \| \| |
|         | Afrovenator                                                             |
|         |                                                                         |
|         | Eustreptospondylus                                                      |
|         |                                                                         |
|         | Dubreuillosaurus                                                        |
|         |                                                                         |

|  | Eustreptospondylus |
|  |                    |
|  | Dubreuillosaurus   |
|  |                    |

## Fordítás
- Ez a szócikk részben vagy egészben a Megalosauridae című angol Wikipédia-szócikk ezen változatának fordításán alapul.  Az eredeti cikk szerkesztőit annak laptörténete sorolja fel. Ez a jelzés csupán a megfogalmazás eredetét és a szerzői jogokat jelzi, nem szolgál a cikkben szereplő információk forrásmegjelöléseként.